# Vlastimil Babula

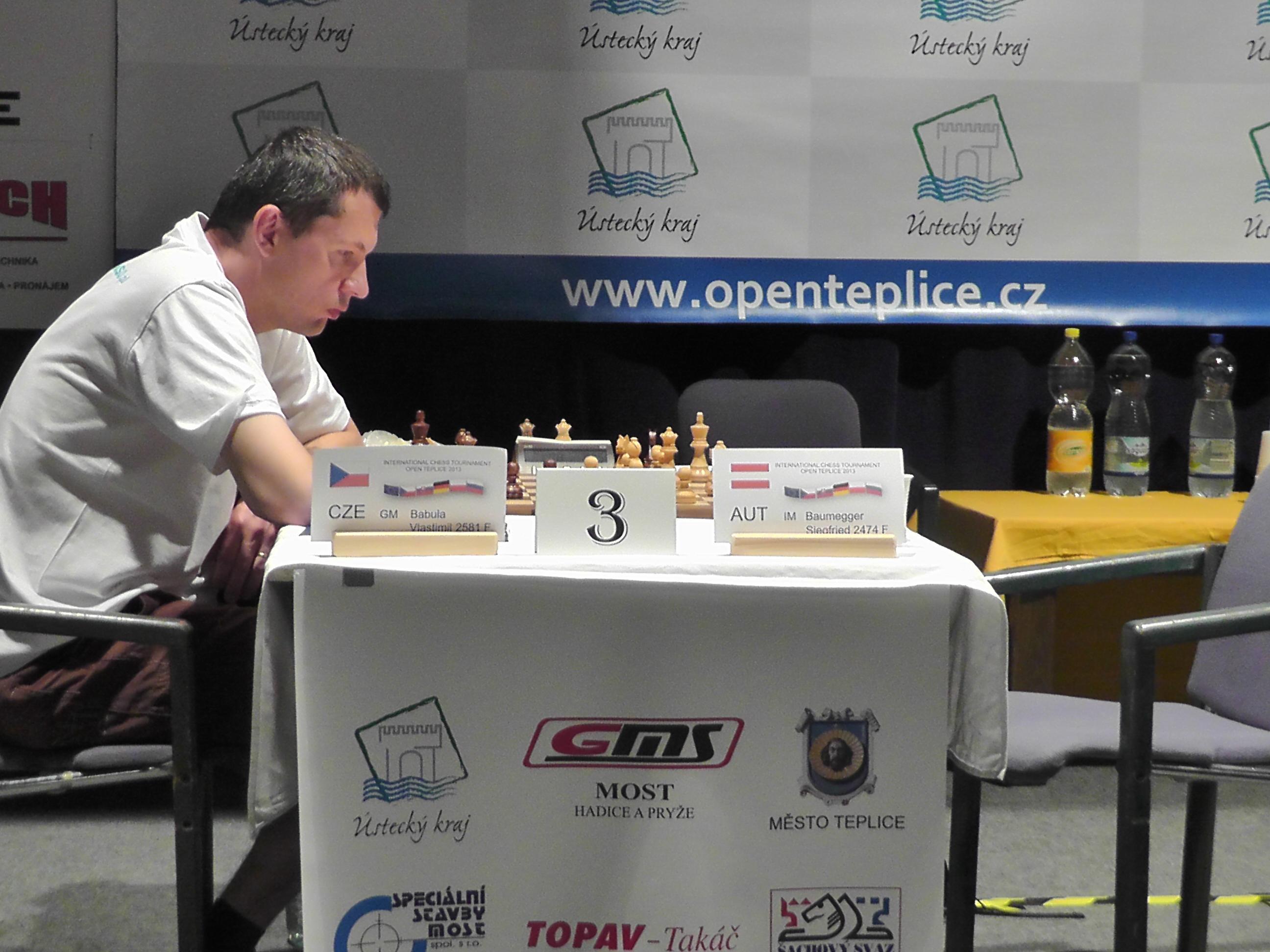
Vlastimil Babula na turnaji Open Teplice 2013

Vlastimil Babula (* 2. října, 1973, Uherský Brod) je český mezinárodní šachový velmistr (od roku 1998), mistr České republiky z roku 1993 a 2008.
Vlastimil Babula obsadil roku 1993 čtvrté místo na juniorském mistrovství Evropy a druhé na juniorském mistrovství světa. Zvítězil na velmistrovských turnajích ve Zlíně (1995), v Lázních Bohdaneč (1995), v Zalakarosu (1998), v Štýrském Hradci (2002 a 2003), v Pardubicích (2003), a v Olomouci (2004). Na vyřazovacím mistrovství světa v šachu roku 1999 v Las Vegas, kam se probojoval po vítězství v pásmovém turnaji v Krynici 1998, prohrál již v prvním kole. V letech 1994 až 2008 reprezentoval Českou republiku na osmi šachových olympiádách.
V roce 2013 obsadil druhé místo v mezinárodním šachovém turnaji Open Teplice.